# (2414) Vibeke
(2414) Vibeke (1931 UG; 1971 QX; 1971 SE; 1977 RP4) ist ein ungefähr 32 Kilometer großer Asteroid des äußeren Hauptgürtels, der am 18. Oktober 1931 vom deutschen (damals: Weimarer Republik) Astronomen Karl Wilhelm Reinmuth an der Landessternwarte Heidelberg-Königstuhl auf dem Westgipfel des Königstuhls bei Heidelberg (IAU-Code 024) entdeckt wurde. Er gehört zur Ursula-Familie, einer Gruppe von Asteroiden, die nach (375) Ursula benannt ist.

## Benennung
(2414) Vibeke wurde vom dänischen Astronomen Leif Kahl Kristensen nach seiner Tochter benannt. Nach Leif Kahl Kristensen ist der Asteroid (3455) Kristensen benannt.